# (500309) 2012 RY
(500309) 2012 RY es un asteroide perteneciente al cinturón de asteroides, descubierto el 13 de agosto de 2012 por el equipo del Pan-STARRS desde el Observatorio de Haleakala, Hawái, Estados Unidos.

## Designación y nombre
Designado provisionalmente como 2012 RY.

## Características orbitales
2012 RY está situado a una distancia media del Sol de 2,836 ua, pudiendo alejarse hasta 3,068 ua y acercarse hasta 2,603 ua. Su excentricidad es 0,081 y la inclinación orbital 12,94 grados. Emplea 1744,61 días en completar una órbita alrededor del Sol.

## Características físicas
La magnitud absoluta de 2012 RY es 16,1.